# Pisidium insigne
Pisidium insigne är en musselart som beskrevs av William More Gabb 1868. Pisidium insigne ingår i släktet Pisidium och familjen ärtmusslor. IUCN kategoriserar arten globalt som livskraftig. Inga underarter finns listade i Catalogue of Life.